# Geoffrey Sserunkuma

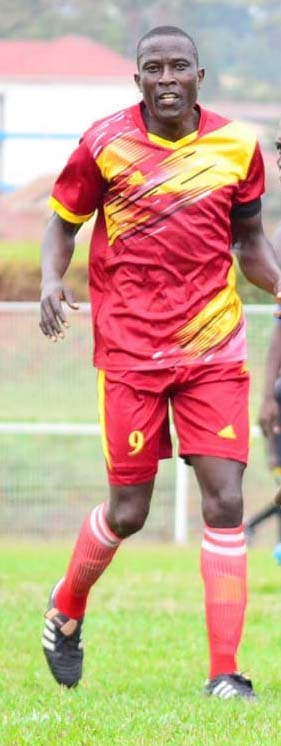
Geoffrey Sserunkuma en 2022.

Geoffrey Sserunkuma (né le 6 juillet 1983 à Kampala en Ouganda) est un joueur de football international ougandais, qui évolue au poste d'attaquant. Il est le grand frère de l'international ougandais Dan Sserunkama.

## Biographie

### Carrière en club
Sserunkuma joue en Ouganda, en Éthiopie et en Afrique du Sud.
Il dispute 28 matchs en première division sud-africaine, marquant sept buts.

### Carrière en sélection
Il participe avec l'équipe d'Ouganda au championnat d'Afrique des nations 2016 organisé au Rwanda. Lors de cette compétition, il joue deux matchs : contre la Zambie, et le Zimbabwe. Il inscrit un but contre le Zimbabwe.
En janvier 2017, il participe à la Coupe d'Afrique des nations organisée au Gabon. Lors de cette compétition, il ne joue qu'un seul match, face au Ghana (défaite 1-0).

## Palmarès
| KCCA - Coupe d'Ouganda (1) : - Vainqueur : 2003-04. - Finaliste : 2004-05. |  | Victoria University - Coupe d'Ouganda (1) : - Vainqueur : 2012-13. - Supercoupe d'Ouganda : - Finaliste : 2013. - Coupe CECAFA des vainqueurs de coupe (1) : - Vainqueur : 2014. |